# Tình yêu và tham vọng
Tình yêu và tham vọng (tên cũ: Thế lực cạnh tranh) là một bộ phim truyền hình được thực hiện bởi Trung tâm Phim truyền hình Việt Nam, Đài Truyền hình Việt Nam do Bùi Tiến Huy làm đạo diễn. Phim được mua kịch bản chuyển thể từ bộ phim truyền hình Thế lực cạnh tranh của Trung Quốc năm 2017. Phim phát sóng vào lúc 21h30 thứ 2, 3 (2, 3, 4 kể từ ngày 29 tháng 7 năm 2020) hàng tuần bắt đầu từ ngày 23 tháng 3 năm 2020 và kết thúc vào ngày 16 tháng 9 năm 2020 trên kênh VTV3.

## Nội dung
Tình yêu và tham vọng xoay quanh câu chuyện tranh đấu giữa Minh (Nhan Phúc Vinh), Tổng giám đốc tập đoàn Hoàng Thổ và Phong (Mạnh Trường), Tổng giám đốc địa ốc Bách Hợp. Trong bối cảnh thị trường bất động sản cạnh tranh khốc liệt, Minh và Phong, đứng ở 2 đầu chiến tuyến, đã dùng mọi biện pháp, thậm chí cả thủ đoạn để vượt qua đối thủ.
Chiến thắng bước đầu thuộc về Minh khi anh đã lôi kéo được hai nhân sự nòng cốt của Bách Hợp là Linh (Diễm My 9x) và Phương (Phan Minh Huyền) về Hoàng Thổ. Tuy nhiên, Minh phải đối mặt với lục đục nội bộ bởi Tuệ Lâm (Lã Thanh Huyền), Phó tổng giám đốc Hoàng Thổ lại chẳng hề ưa Linh. Đây cũng trở thành điểm yếu để Phong lợi dụng lật đổ Hoàng Thổ.
Trong thời gian làm việc ở Hoàng Thổ, dù được Giám đốc pháp chế Sơn dành tình cảm cho mình nhưng Linh lại chỉ xem anh là một người anh trai kết nghĩa. Cô dành tình cảm cho tổng Giám đốc Minh sau khi biết được anh là người cứu cô khỏi chết đuối năm xưa. Mặc dù Minh chuẩn bị kết hôn với Tuệ Lâm nhưng anh vẫn hết lòng bảo vệ, che chở cho Linh trong công việc cũng như bảo vệ cô trước những mưu đồ xấu của Phong.
Cuối phim, sau nhiều nỗ lực níu kéo tình cảm với Minh bất thành, Tuệ Lâm rời khỏi Hoàng Thổ, nhường Minh lại cho Linh. Hai nhân vật chính sau khi khiến Phong thất bại trong nỗ lực cuối cùng để lật đổ Hoàng Thổ, cũng đã được hưởng hạnh phúc trọn vẹn bằng một đám cưới tập thể cùng với Sơn và Phương.

## Diễn viên

### Diễn viên chính
- Nhan Phúc Vinh trong vai Trần Nguyên Minh
- Diễm My 9x trong vai Phan Hoàng Linh
- Mạnh Trường trong vai Kiều Phong
- Lã Thanh Huyền trong vai Đỗ Tuệ Lâm
- Thanh Sơn trong vai Sơn
- Phan Minh Huyền trong vai Trịnh Minh Phương
- Minh Hòa trong vai Bà Khuê
- Trọng Trinh trong vai Ông Quân
- Trần Đức trong vai Ông Thạch
- Bùi Minh Phương trong vai Bà Phương
- Thanh Tú trong vai Dì Đào
- Thùy Anh trong vai Ánh
- Diễm Hương trong vai Hường
- Đào Văn Bích trong vai Đại Cán
- Phan Thắng trong vai Đông
- Mạnh Cường trong vai Kỳ Lân

### Diễn viên phụ
- Phú Thăng trong vai Ông Thái
- Đỗ Kỷ trong vai Ông Thọ
- Thu Quế trong vai Bà Thương
- Nguyễn Trọng Lân trong vai Thiên
- Vũ Thu Hoài trong vai Kathy
- Bích Ngọc trong vai Thuỳ Chi
- Phú Kiên trong vai Ông Dân
- Xuân Hồng trong vai Hưng
- Vũ Ngọc Châm trong vai Diễm
- Phí Thùy Linh trong vai Âu
- Nguyễn Xuân Thắng trong vai Gã mặt sẹo
- Raj Taneja trong vai Ông David

### Khách mời
- Lan Phương trong vai Khách dự đám cưới

Cùng một số diễn viên khác....

## Ca khúc trong phim
- Nắm
Sáng tác: ViAM
Thể hiện: Minh Vương M4U & Hương Ly
- Giá như ta chẳng biết nhau
Sáng tác & thể hiện: Vicky Nhung
- Tình yêu tự tìm được lối
Sáng tác & thể hiện: Vicky Nhung
- Thanh xuân
Sáng tác: DaLAB
- Từng cho nhau
Sáng tác: Roty
Thể hiện: Hà Nhi

## Giải thưởng
| Năm  | Giải thưởng    | Hạng mục                                | (Người) Đề cử  | Kết quả       | Tham khảo         |
| ---- | -------------- | --------------------------------------- | -------------- | ------------- | ----------------- |
| 2020 | Ngôi Sao Xanh  | Nữ diễn viên truyền hình xuất sắc       | Diễm My 9x     | Đoạt giải     | [ 3 ]             |
| 2020 | Ngôi Sao Xanh  | Nữ diễn viên truyền hình xuất sắc       | Lã Thanh Huyền | Đề cử         | [ 4 ]             |
| 2020 | Ngôi Sao Xanh  | Nữ diễn viên truyền hình xuất sắc       | Thùy Anh       | Đề cử         | [ 4 ]             |
| 2020 | Ngôi Sao Xanh  | Nam diễn viên truyền hình xuất sắc nhất | Mạnh Trường    | Đề cử         | [ 4 ]             |
| 2020 | Ngôi Sao Xanh  | Nam diễn viên truyền hình xuất sắc nhất | Thanh Sơn      | Đề cử         | [ 4 ]             |
| 2020 | Ngôi Sao Xanh  | Gương mặt truyền hình triển vọng        | Trọng Lân      | Đề cử         | [ 4 ]             |
| 2020 | Giải Cánh diều | Phim truyện truyền hình                 | —              | Cánh diều bạc | [ 5 ] [ 6 ] [ 7 ] |
| 2020 | Giải Cánh diều | Nam diễn viên phụ xuất sắc              | Thanh Sơn      | Đoạt giải     | [ 5 ] [ 6 ] [ 7 ] |
| 2020 | Ấn tượng VTV   | Nam diễn viên ấn tượng                  | Thanh Sơn      | Đề cử         | [ 8 ]             |
| 2020 | Ấn tượng VTV   | Nam diễn viên ấn tượng                  | Nhan Phúc Vinh | Đề cử         | [ 8 ]             |
| 2020 | Ấn tượng VTV   | Nam diễn viên ấn tượng                  | Mạnh Trường    | Đề cử         | [ 8 ]             |
| 2020 | Ấn tượng VTV   | Nữ diễn viên ấn tượng                   | Diễm My 9x     | Đề cử         | [ 8 ]             |
| 2020 | Ấn tượng VTV   | Nữ diễn viên ấn tượng                   | Lã Thanh Huyền | Đề cử         | [ 8 ]             |
| 2020 | Ấn tượng VTV   | Phim truyền hình ấn tượng               | —              | Đề cử         | [ 8 ]             |